# La Villa de Don Fadrique
La Villa de Don Fadrique è un comune spagnolo di 3 918 abitanti situato nella comunità autonoma di Castiglia-La Mancia.